# Gladiolus curtifolius
Gladiolus curtifolius är en irisväxtart som beskrevs av Wessel Marais. Gladiolus curtifolius ingår i släktet sabelliljor, och familjen irisväxter. Inga underarter finns listade i Catalogue of Life.